# Alejandro Miranda
Alejandro Miranda – piłkarz paragwajski, pomocnik.
Miranda razem z klubem Club Guaraní dwukrotnie zdobył tytuł mistrza Paragwaju – w 1921 i 1923 roku.
Wziął udział w wygranym przez Paragwaj turnieju Copa Chevallier Boutell 1923, gdzie zagrał w obu meczach z Argentyną.
Jako piłkarz klubu Guaraní wziął udział w turnieju Copa América 1923, gdzie Paragwaj zajął trzecie miejsce. Miranda zagrał tylko w meczu z Argentyną.